# Scenes in Manila
Scenes in Manila è un cortometraggio muto del 1913. Il film - un documentario della serie Selig Travelogues girato a Manila - non riporta né il nome del regista né quello dell'operatore.

## Produzione
Il film fu prodotto dalla Selig Polyscope Company.

## Distribuzione
Distribuito dalla General Film Company, il film - un documentario di 225 metri - uscì nelle sale cinematografiche statunitensi il 29 maggio 1913. Nelle proiezioni, veniva programmato con il sistema dello split reel, accorpato in un'unica bobina con un altro cortometraggio prodotto dalla Selig, il drammatico The Ex-Convict's Plunge.